# Якуб Арбес
Я́куб Арбес (чеськ. Jakub Arbes; 12 червня 1840 — 8 квітня 1914) — чеський письменник і журналіст. Мав псевдонім Йозеф Свобода.

## Життєпис
Походив з родини шевця. Народився у Празі 1840 року. З 1851 до 1854 року навчався у приходській школі Діви Марії Переможниці. Після цього продовжив навчання у школі Святого Якова, де затоваришував з Юліусом Зеєром. Згодом до 1859 року навчався в німецькому училищі, де познайомився з Яном Нерудою. У 1859 році поступив до Празького політехнічного інституту. Тут захопився літературою та журналістикою.
У 1867 році став працювати у журналі «Голос», втім незабаром перейшов до журналу «Весна кутнагорська». У 1868 році отримує посаду відповідального редактора журналу «Народні листи». У 1873 році за свої патріотичні статті Я.А рбеса було заарештовано. В ув'язнені провів до 1874 року. З 1876 до 1879 року працював у Тимчасовому театрі.
У 1880—1881 роках був одним з редакторів сатиричного журналу «Гном». У 1890 році обирається членом-кореспондентом Чеської академії наук і мистецтв, а у 1901 році стає повноправним членом. Помер у 1914 році в Празі.

## Творчість
у своєму доробку має своєрідні повісті (романетто) і соціальні романи, в яких зображення реальної дійсності поєднувалося з романтичною фантастикою. Особливість низки повістей становить прагнення пов'язати художню літературу з природничими науками.
Повість «Мозок Ньютона» (1877 рік) присвячена проблемі воєн в історії людства. В романах «Кандидати на існування» (1878 рік) і «Штрайхпудлікі» (1880 рік) співчутливо зображено життя чеських робітників.
У публіцистичних, літературознавчих, театрознавчих статтях Арбес виступав як прихильник визвольної боротьби, підтримував принципи реалізму. У 1892 році він видає свої роботи «З історії боротьби за викорінення людського горя» і «Перші соціальні революції». Статті, присвячені Махі, Сабіні, Неруді, Тургенєву, По, Гюго, Золя, Діккенсу, вийшли до збірок «Загадкові натури» (1909 рік) та «З творчої майстерні поетів» (опубліковано у 1914 році).
Арбес є одним із співавторів Наукової енциклопедії Отто (чеськ. Ottův slovník naučný) — найбільшої енциклопедії чеською мовою.